# (RS)-1-benzil-1,2,3,4-tetraidroisochinolina N-metiltransferasi
La (RS)-1-benzil-1,2,3,4-tetraidroisochinolina N-metiltransferasi è un enzima appartenente alla classe delle transferasi, che catalizza la seguente reazione:
S-adenosil-L-metionina + (RS)-1-benzil-1,2,3,4-tetraidroisochinolina ⇄ S-adenosil-L-omocisteina + N-metil-(RS)-1-benzil-1,2,3,4-tetraidroisochinolina
L'enzima possiede un'ampia specificità di substrato per le (RS)-1-benzil-1,2,3,4-tetraidroisochinoline; tra cui la coclaurina, norcoclaurina, isococlaurina, norarmepavina, norreticulina e tetraidropapaverina. Sia l'enantiomero R- che S- sono metilati. 
L'enzima fa parte della via che porta alla sintesi dell'alcaloide benzilisochinolina nelle piante. Il substrato fisiologico è la coclaurina. L'enzima precedentemente veniva denominato norreticulina N-metiltransferasi. Comunque, la norreticulina non sembra esserci in natura e questo nome non rispecchia la specificità dell'enzima per le (RS)-1-benzil-1,2,3,4-tetraidroisochinoline.